# Distretto di Guna
Il distretto di Guna è un distretto del Madhya Pradesh, in India, di 976 596 abitanti. È situato nella divisione di Gwalior e il suo capoluogo è Guna.